# Paul Wesley
Paul Wesley (født 23. juli 1982), er en polsk-amerikansk skuespiller, bedst kendt for sine roller som Aaron Corbett i  miniserien Fallen og Stefan Salvatore i Tv-serien The Vampire Diaries.
I 2000 blev Wesley nomineret i YoungStar Award og fik prisen: Best Young Actor / Performance i en Daytime.

## Opvækst og karriere
Wesley blev født Paul Thomas Wasilewski i New Brunswick, New Jersey og voksede op i Marlboro, New Jersey. Hans familie kommer fra Polen. Han har en storesøster, Monika, og to yngre søstre, Julia og Lea. Han var fra 2011 til 2013 gift med skuespilleren Torrey DeVitto 
Wesley gik på Christian Brothers Academy i Lincroft, New Jersey og Marlboro High School i en periode under hans high school år. Under hans junior år i high school, blev Wesley castet til sæbeoperaen Guiding Light som Max Nickerson. Han blev overført fra Marlboro High School til Lakewood Prep School i Howell, New Jersey, fordi skolen var i stand til at rumme hans tidsplan..
Han tog eksamen derfra i 2000 og derefter begyndte han på Rutgers University men gik ud efter et semester med sine forældres støtte, fordi han blev tilbud flere roller, og han indså, at han kunne få en karriere som skuespiller. .
I 2005 begyndte han at kreditere sig som Paul Wesley. Da han blev spurgt, hvorfor han ændrede hans faglige navn til Paul Wesley, svarede han: "min fødenavn er for svært at udtale!  Og jeg spurgte om min families tilladelse til at ændre det."

## Personlig
Han begyndte at date skuespillerinden Torrey DeVitto i 2007, og de blev gift ved en privat ceremoni i New York, i 2011. I maj 2013 blev parret separeret. Wesley er bedste venner med Ben McKenzie.[kilde mangler]

## Filmografi

### Film
| År   | Film             | Rolle          | Note                   |
| ---- | ---------------- | -------------- | ---------------------- |
| 2004 | The Last Run     | Seth           |                        |
| 2005 | Roll Bounce      | Troy           |                        |
| 2006 | Cloud 9          | Jackson Fargo  |                        |
| 2006 | Peaceful Warrior | Trevor         |                        |
| 2006 | Lenexa, 1 Mile   | Rick Lausier   | også kaldet Full Count |
| 2008 | Killer Movie     | Jake Tanner    |                        |
| 2009 | Elsewhere        | Billy          |                        |
| 2009 | Beneath the Blue | Craig Morrison |                        |

### TV
| År          | Titel                             | Rolle                      | Note                                       |
| ----------- | --------------------------------- | -------------------------- | ------------------------------------------ |
| 1999        | Another World                     | Sean McKinnon              | 1 episode                                  |
| 1999 - 2001 | Guiding Light                     | Max Nickerson #2           | 6 episoder                                 |
| 2000 - 2005 | Law & Order: Special Victims Unit | Danny Burrell/Luke Breslin | 2 episoder, "Wrong Is Right" og "Ripped"   |
| 2001        | Shot in the Heart                 | Gary (15-22 år)            | Tv film                                    |
| 2001 - 2002 | Wolf Lake                         | Luke Cates                 | 10 episoder                                |
| 2002        | Young Arthur                      | Lancelot                   | Tv film                                    |
| 2002        | Law & Order: Criminal Intent      | Luke Miller                | 1 episode, Malignant                       |
| 2002 - 2005 | American Dreams                   | Tommy DeFelice             | 10 episoder                                |
| 2003        | The Edge                          | Sig selv                   | Tv film                                    |
| 2003        | Smallville                        | Lucas Luthor               | 1 episode, Prodigal                        |
| 2003        | The O.C.                          | Donnie                     | 1 episode, The Outsider                    |
| 2003 - 2004 | 8 Simple Rules                    | Damian                     | 2 episoder                                 |
| 2003 - 2004 | Everwood                          | Tommy Callahan             | 9 episoder                                 |
| 2004        | CSI: Miami                        | Jack Warner Bradford       | 1 episode, Legal                           |
| 2005        | CSI: New York                     | Steve Samprass             | 1 episode, Grand Murder at Central Station |
| 2006        | Crossing Jordan                   | Quentin Baker              | 1 episode, Thin Ice                        |
| 2006        | Fallen                            | Aaron Corbett              | Tv film                                    |
| 2007        | Fallen                            | Aaron Corbett              | Hovedrolle (Mini-serie), 4 episoder        |
| 2007        | Cane                              | Nick                       | 3 episoder                                 |
| 2007        | Shark                             | Justin Bishop              | 1 episode, Shaun of the Dead               |
| 2008        | The Russell Girl                  | Evan Carroll               | Tv film                                    |
| 2008        | Cold Case                         | Petey Murphy '08           | 1 episode, Bad Reputation                  |
| 2008 - 2009 | Army Wives                        | Logan Atwater              | 6 episodes, Tilbagevendende rolle          |
| 2009 - 2017 | The Vampire Diaries               | Stefan Salvatore           | Hovedrolle                                 |
| 2009 - 2010 | 24                                | Stephen                    | 6 episodes, Bi-rolle                       |